# Facundo Colidio
Facundo Colidio, né le 4 janvier 2000 à Rafaela en Argentine, est un footballeur argentin qui évolue au poste d'attaquant à River Plate.

## Biographie

### Jeunesse et formation
Natif de Rafaela en Argentine, Facundo Colidio est formé par le club de sa ville natale, l'Atlético de Rafaela, puis il rejoint en 2014, à 14 ans, l'un des plus importants clubs du pays, Boca Juniors, qui l'intègre à ses équipes de jeunes.
Le 20 septembre 2017, il est acheté par l'Inter Milan à Boca Juniors, pour un montant de 7 millions d'euros, avec lequel il signe un contrat de trois ans.

### Saint-Trond VV
Le 13 août 2019, Facundo Colidio est prêté par l'Inter au Saint-Trond VV pour la saison 2019-2020 de Jupiler Pro League. Il joue son premier match pour Saint-Trond le 25 septembre 2019 en coupe de Belgique contre l'OH Louvain. Il délivre une passe décisive à Jordan Botaka sur le deuxième but de son équipe, qui s'impose ce jour-là (2-0). Il inscrit son premier but le 18 janvier 2020 face au KV Courtrai, en championnat. Il ouvre le score lors de ce match remporté par son équipe par deux buts à zéro. Lors de la journée suivante, le 25 janvier sur la pelouse du Royal Excel Mouscron, il se fait remarquer en délivrant trois passes décisives, contribuant grandement à la victoire des siens (1-3).
Le 30 juin 2020 il est annoncé que Colidio serait prêté une saison supplémentaire à Saint-Trond .

### CA Tigre
Le 4 janvier 2022, Facundo Colidio est prêté au CA Tigre jusqu'au 31 décembre 2022.

### River Plate
Le 21 juillet 2023, Facundo Colidio quitte définitivement l'Inter Milan où il n'aura joué aucun match, et s'engage en faveur de River Plate. Il signe un contrat courant jusqu'en décembre 2025.

### En sélection
Avec l'équipe d'Argentine des moins de 17 ans, il participe au championnat sud-américain des moins de 17 ans en début d'année 2017. Lors de cette compétition, il joue quatre matchs. Il se met en évidence en inscrivant un doublé contre le Pérou.
Avec l'équipe d'Argentine des moins de 20 ans, il participe au championnat sud-américain des moins de 20 ans en début d'année 2019. Lors de cette compétition, il joue trois matchs. Les Argentins terminent deuxième du tournoi, derrière les Équatoriens.

### Carrière
| Saison                | Club                  | Championnat           | Championnat | Championnat | Championnat | Coupe(s) nationale(s) | Coupe(s) nationale(s) | Coupe(s) nationale(s) | Compétition(s) continentale(s) | Compétition(s) continentale(s) | Compétition(s) continentale(s) | Compétition(s) continentale(s) | Total | Total | Total |
| Saison                | Club                  | Division              | M.          | B.          | P.d.        | M.                    | B.                    | P.d.                  | Comp.                          | M.                             | B.                             | P.d.                           | M.    | B.    | P.d.  |
| 2019-2020             | Saint-Trond VV (prêt) | Jupiler Pro League    | 12          | 1           | 6           | 1                     | 0                     | 1                     | -                              | -                              | -                              | -                              | 13    | 1     | 7     |
| 2020-2021             | Saint-Trond VV (prêt) | Jupiler Pro League    | 31          | 2           | 3           | 2                     | 0                     | -                     | -                              | -                              | -                              | -                              | 33    | 2     | 3     |
| Sous-total            | Sous-total            | Sous-total            | 43          | 3           | 9           | 3                     | 0                     | 1                     | -                              | 0                              | 0                              | 0                              | 46    | 3     | 10    |
| 2021-2022             | CA Tigre (prêt)       | Primera División      | -           | -           | -           | -                     | -                     | -                     | -                              | -                              | -                              | -                              | 0     | 0     | 0     |
| Sous-total            | Sous-total            | Sous-total            | 0           | 0           | 0           | 0                     | 0                     | 0                     | -                              | 0                              | 0                              | 0                              | 0     | 0     | 0     |
| Total sur la carrière | Total sur la carrière | Total sur la carrière | 43          | 3           | 9           | 3                     | 0                     | 1                     | -                              | 0                              | 0                              | 0                              | 46    | 3     | 10    |

## Palmarès
- Deuxième du championnat de la CONMEBOL en 2019 avec l'équipe d'Argentine des moins de 20 ans